# Ischnothyreus flagellichelis
Espèce
Ischnothyreus flagellichelis est une espèce d'araignées aranéomorphes de la famille des Oonopidae.

## Distribution
Cette espèce est endémique du Anhui en Chine,.

## Publication originale
- Xu, 1989 : Key to Chinese Oonopidae and a new species of the genus Ischnothyreus from China. Journal of Huizhou Teachers College, vol. 1989, no 1, p. 17-21.